# Rodica Suțu
Rodica Lucia Suțu (Iași (Romania), 15 d'abril, 1913, - Bucarest, 8 de maig, 1979), va ser una pianista i compositora romanesa.
Filla del publicista Rudolf Suțu i Elena Jules Cazaban, era llicenciada al Conservatori de Música de Iași, descendent d'una antiga família francesa arrelada a Moldàvia, que va donar lloc a personalitats del món artístic romanès, com l'actor. Jules Cazaban, l'escriptor Alexandru Cazaban, l'escultor Ion Irimescu, la compositora Mansi Barberis, la directora Sorana Coroamă-Stanca, etc. Rodica Suțu era la besnéta del governant Alexandru Suțu, la neboda del professor Alexandru Grigore Suțu i la tia de l'escriptor Radu Negrescu-Suțu. Va morir després d'un llarg sofriment el 8 de maig, 1979 a Bucarest, sent enterrada a la volta de la família al Cementiri Bellu a Bucarest. Estava casada amb el magistrat Radu-Diamandi Demetrescu, antic cap de gabinet del ministre Mihai Antonescu.

## Biografia
Va estudiar música al Conservatori de Iași (1922-1930) amb Sofia Teodoreanu, Aspazia Burada i Gavriil Galinescu i a l'Escola Normal de Música de París (1931-1935) amb Alfred Cortot, Lazare Lévy, Nadia Boulanger, Georges Dandelot i Blanche. Bascouret de Guéraldi.
Nen superdotat, fa recitals de piano des dels dotze anys amb George Enescu, Cella Delavrancea, Mircea Bârsan, Mircea Bude, Sandu Albu, Theodor Lupu, Solveig Cazaban, Corneliu Cazaban, Angela Stancu, etc., i actua sota els directors Ionel. Perlea, Alfred Alessandrescu, Theodor Rogalski, Antonin Ciolan, Emanuel Elenescu, Henry Selbing, etc. Laureada amb el premi de composició George Enescu l'any 1933, Rodica Suțu va dur a terme una llarga activitat interpretativa i docent durant més de quatre dècades com a pianista-solista, mestre de so a la Radiodifusió Romanesa (1937-1955), professora de piano a l'Escola Superior de Música. no. 2 de Bucarest (1959-1968), però també com a compositor i conferenciant.
L'experiència de la pianista la va dirigir sobretot al gènere instrumental de cambra, interpretant amb evident originalitat miniatures, suites, preludis, nocturns, balades, rondò, sonates, tocates, pavanes, valsos, romanços, etc. Va compondre música de cambra, música vocal, música de teatre, música de titelles, música infantil, música lleugera, etc.
El 15 de maig de 2018, l'associació Memòria i Esperança va commemorar Rodica Suțu a les sales de la Unió de Compositors de Bucarest, amb la presència de nombrosos musicòlegs i crítics.

## Obra
- Obsession, op. 1 (1933)
- Piesă pentru violoncel și pian, op. 4 (1940)
- Preludiu în mi major, op 4 (1940)
- Preludiu în sol minor, op. 5 (1940)
- Sonata în do major pentru pian, op. 7 (1950)
- Pavană pentru pian, op. 8 (1950)
- Cinci cântece de iubire pe versuri de trubaduri armeni (1953)
- Sonata în do minor pentru pian, op. 9 (1954)
- Trei nocturne pentru pian, op. 10 (1954)
- Perpetuum mobile, op. 11 (1954)
- Studiu pentru pian, op. 12 (1954)
- Rondo, op. 13 (1955)
- Balada în do minor pentru pian, op. 14 (1954)
- Gazel, op. 15 (1957)
- Trei miniaturi vocale pe versuri de Otimia Cazimir, op. 16 (1957)
- În întuneric, op. 17 (1957)
- Ofrandă, op. 19 (1957)
- Rugăciune, op. 20 (1958)
- Vârtelnița, op. 21 (1958)
- Divertisment vocal-coreografic, op. 22 (1959)
- Toccata pentru pian, op. 23 (1960)
- Suită pentru pian, op. 25 (1960)
- Vals pentru voce și pian, op. 24 (1961)
- Valsul primăverii (1961)
- Cinci miniaturi pentru pian, op. 27 (1961)
- Valul păpușii (1963)
- Preludiu pentru oboi și pian, op. 28 (1961)
- Ai să-nțelegi (1965)
- Vino, iubire! (1965)
- Album pentru copii, op. 29 (1966)
- Îmi sunt ochii plini de soare (1966)
- Lasă-mi măcar amintirea (1968)
- O zi și înc-o zi (1968)